# Madonna della Passione
La Madonna della Passione è un dipinto a tempera e oro su tavola (71x48 cm) di Carlo Crivelli, databile al 1460 circa e conservato nel Museo di Castelvecchio a Verona. È firmato "OPVS KAROLI CRIVELLI VENETI".

## Storia
L'opera è ricordata da Amico Ricci (1834) a Venezia, presso il capitano Craglietto, con un'accurata descrizione: «la Vergine a mezza figura con manto di broccato, ed il bambino in piedi tra le braccia. In più piccole proporzioni gli angioletti portanti i misteri della passione. In alto due putti che toccano strumenti musicali. In lontananza la città di Gerusalemme. Sopra la Madonna un festone di frutta con due cardellini che vi stanno a diporto. Sotto al quadro si legge Opus Caroli Crivelli Veneti». Se la descrizione lascia pochi dubbi, le misure riportate (5x12 palmi), non corrispondono. 
Sempre secondo il Ricci l'opera proveniva dal monastero di San Lorenzo a Venezia. Più tardi il dipinto passò nella raccolta Barbini Braganze a Padova e infine in quella Pompei a Verona, dalla quale confluì nel museo.
La tavola è datata all'inizio degli anni sessanta o a un periodo leggermente anteriore. Non è neanche da escludere che la presenza di quel "veneti" nella firma sottintenda che la tavola venne dipinta fuori dal Veneto, magari nella tappa in Dalmazia, dove l'artista si recò qualche tempo prima del 1461. Coincidenza di misure e di soggetto con la Madonna dello Schiavone di Giorgio Schiavone nella Galleria Sabauda avalla uno stretto contatto tra i due artisti, che forse si recarono a Zara insieme.

## Descrizione e stile

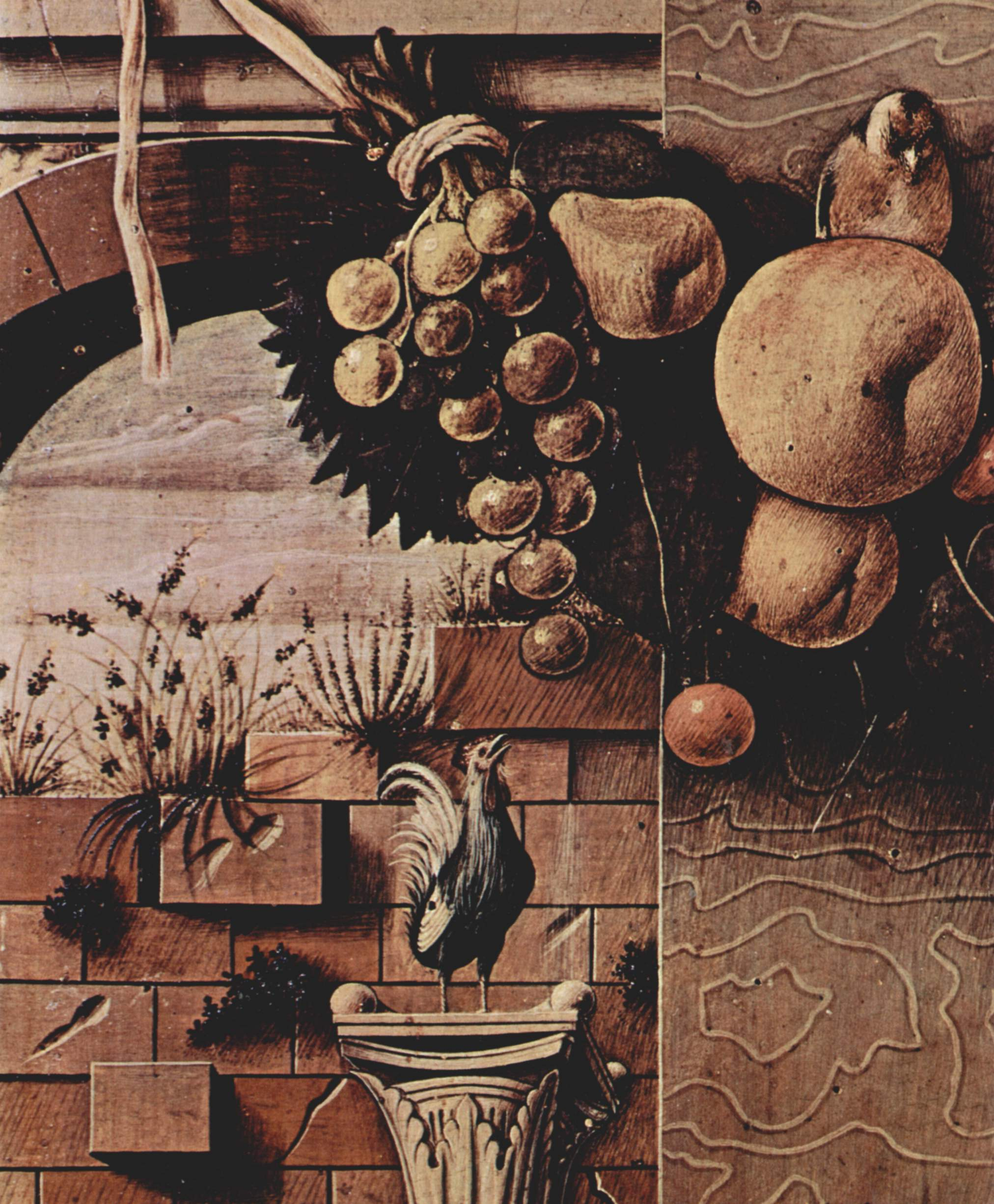
Dettaglio

La tavola rettangolare, nata probabilmente per la devozione privata, mostra Maria che, affacciandosi da un parapetto, tiene con l'abbraccio delle mani giunte il Bambino fermo, in piedi su di esso, sopra un cuscino scuro e un drappo rosso appena spiegato. Dietro di essa pende un drappo scuso, davanti al quale è appeso un rigoglioso festone di frutta, su cui stanno appollaiati i due cardellini, simboleggianti il sacrificio di Cristo: una leggenda medievale ricordava infatti come un cardellino, che si credeva vivesse tra cardi e rovi, alleviò momentaneamente la sofferenza di Cristo sulla croce staccando le spina dalla corona e macchiandosi col sangue divino che gli lasciò la macchietta rossa sulla testa. 
Il tema della Passione è poi esplicato ancora più chiaramente dai putti che affollano il parapetto reggendo i simboli della Passione (da sinistra la scala con cui Cristo venne deposto, la lancia di Longino, la colonna della flagellazione col gallo che ricordò a Pietro il suo tradimento, le fruste, la corona di spine e la croce); lo stesso parapetto ha sul fronte una lastra di marmo screziato, nella tipologia che ricorda la pietra dell'unzione. A destra si vede una fiabesca veduta di Gerusalemme e del Golgota, condotta con particolare profondità. In essa lo stagliarsi delle croci contro il cielo aperto ricorda opere fiamminghe.
In alto, sotto un arco decorato da specchiature e affiancato da colonne binate, stanno due angeli musicanti (col liuto e con l'arpa).
Il dipinto rivela un complesso di influssi, riferibili tanto direttamente allo Squarcione degli Angeli con simboli della Passione dell'Accademia Carrara di Bergamo, quanto a Marco Zoppo e soprattutto a Giorgio Schiavone. Evidenti sono infatti gli elementi squarcioneschi a partire dal tipico festone di frutta, la ricchezza decorativa e l'acerbato accento drammatico, derivato indirettamente da Donatello. Altri echi padovani si leggono nel classicismo dell'architettura, come negli affreschi della Cappella Ovetari, oppure nei complessi scorci delle teste degli angeli in alto, derivati da Niccolò Pizolo e il suo pionieristico uso della prospettiva da sott'in su.